# Jérusalem (opéra)
Pour les articles homonymes, voir Jérusalem (homonymie).
Versions successives
- 26 décembre 1850 : Gerusalemme, traduction italienne par Calisto Bassi pour le teatro alla Scala de Milan

Personnages
- Gaston, vicomte de Béarn (ténor)
- Le comte de Toulouse (baryton)
- Roger, frère du comte (basse)
- Adhemar de Montheil, légat du Pape (basse)
- Raymond, écuyer de Gaston (ténor)
- Un soldat (basse)
- Un héraut (basse)
- L’Émir de Ramla (basse)
- Un officier de l'Émir (ténor)
- Hélène, fille du comte (soprano)
- Isaure (soprano)

Jérusalem (en italien Gerusalemme) est un grand opéra à la française en quatre actes de Giuseppe Verdi sur un livret d'Alphonse Royer et Gustave Vaëz adapté des Lombardi alla prima crociata de Temistocle Solera, et créé en français à l'Opéra Le Peletier de Paris le 26 novembre 1847 puis en italien à La Scala de Milan le 26 décembre 1847.

## Genèse
Il s'agit du remaniement des Lombardi alla prima crociata créé à la Scala le 11 février 1843. Il fut réalisé pour un motif purement économique : Paris requérant sa présence, Verdi décida de débuter dans « la grande boutique » avec un « grand opéra », alors en vogue en France. Son éditeur, Ricordi en fit l'acquisition comme s'il se fut agi d'une œuvre nouvelle.
Cas unique dans l'histoire des remaniements de l'œuvre verdienne, la première version (I Lombardi), resta durablement au répertoire et empêcha la diffusion de la seconde.

## Création

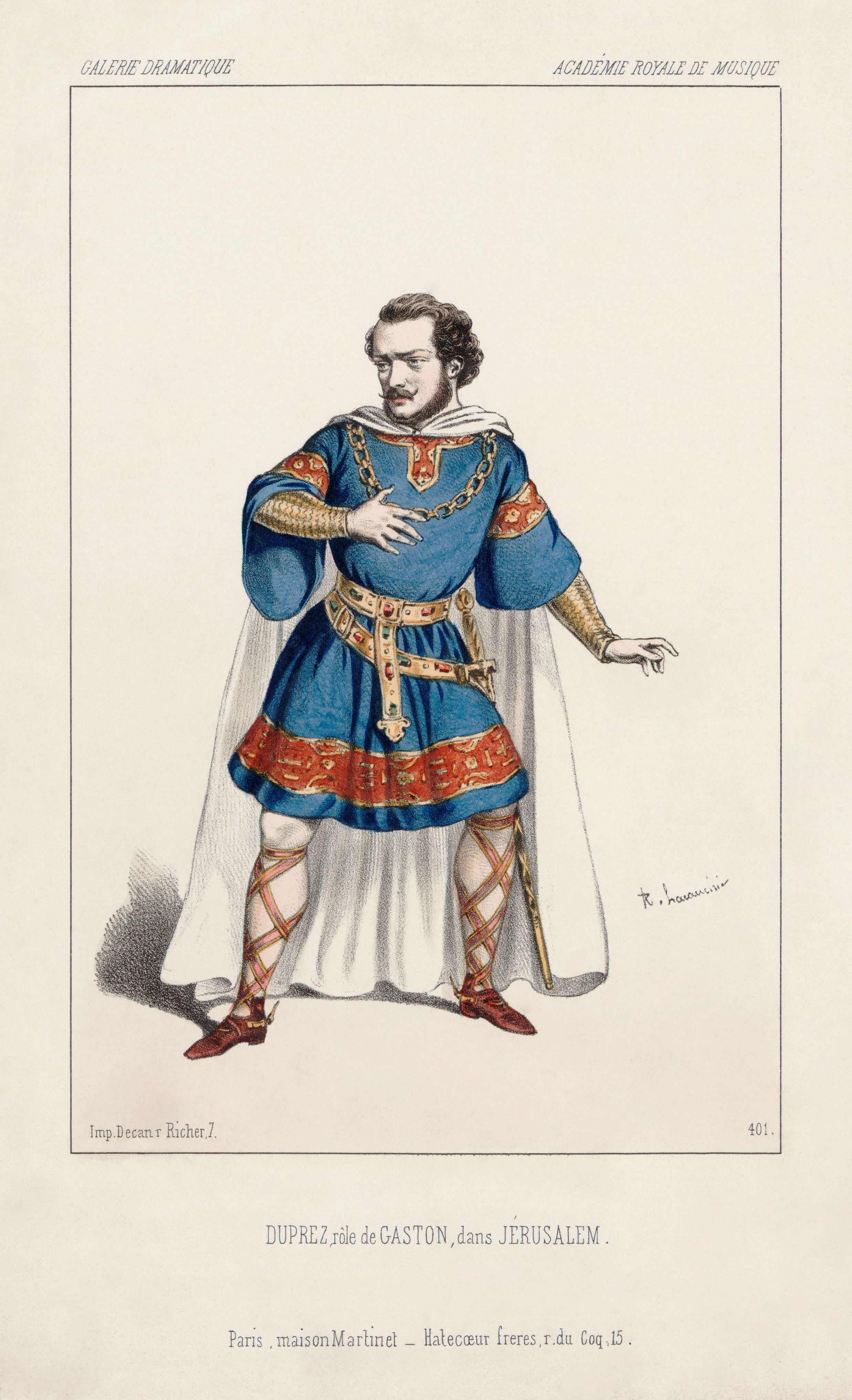
Gilbert Duprez dans le rôle de Gaston dans Jérusalem. Image de Alexandre Lacauchie.

La création, à l'Opéra Le Peletier de Paris le 26 novembre 1847, remporte un succès. Louis-Philippe fait donner deux actes aux palais des Tuileries. Verdi sera élevé ensuite au titre de chevalier de la légion d'honneur.

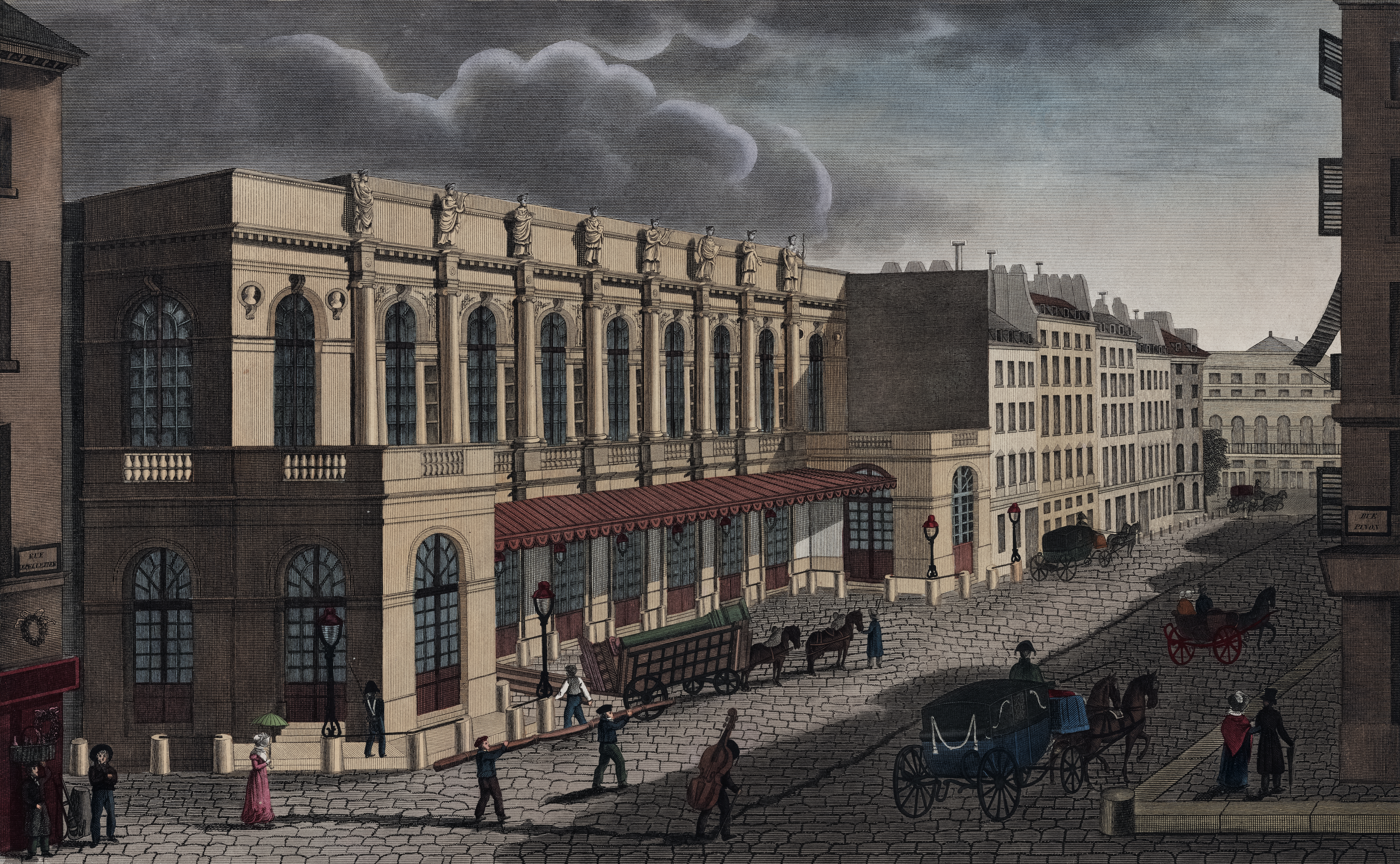
L'Opéra Le Peletier, ancienne salle de l'Opéra de Paris, vers 1821

- Interprètes de la première représentation[1]
  - Gaston, vicomte de Béarn : Gilbert-Louis Duprez (ténor)
  - Le comte de Toulouse : Charles Porthehaut (baryton)
  - Roger, frère du comte : Adolphe-Joseph-Louis Alizard (basse)
  - Adhémar de Montheil, légat du pape : Hippolyte Brémont (basse)
  - Raymond, écuyer de Gaston : Barbot (ténor)
  - Un soldat : F. Prévost (basse)
  - Un héraut : Molinier (basse)
  - L’émir de Ramla : Guignot (basse)
  - Un officier de l’émir : Koenig (ténor)
  - Hélène, fille du comte : E. Julian-Van-Gelder (soprano)
  - Isaure : (soprano)
  - Directeur d’orchestre :  Giuseppe Verdi
  - Décors : Séchan, Diéterle, Édouard Desplechin, Charles-Antoine Cambon, Joseph Thierry
  - Costumes : Paul Lormier
  - Chorégraphie : Joseph Mazilier et Lucien Petipa

## Argument

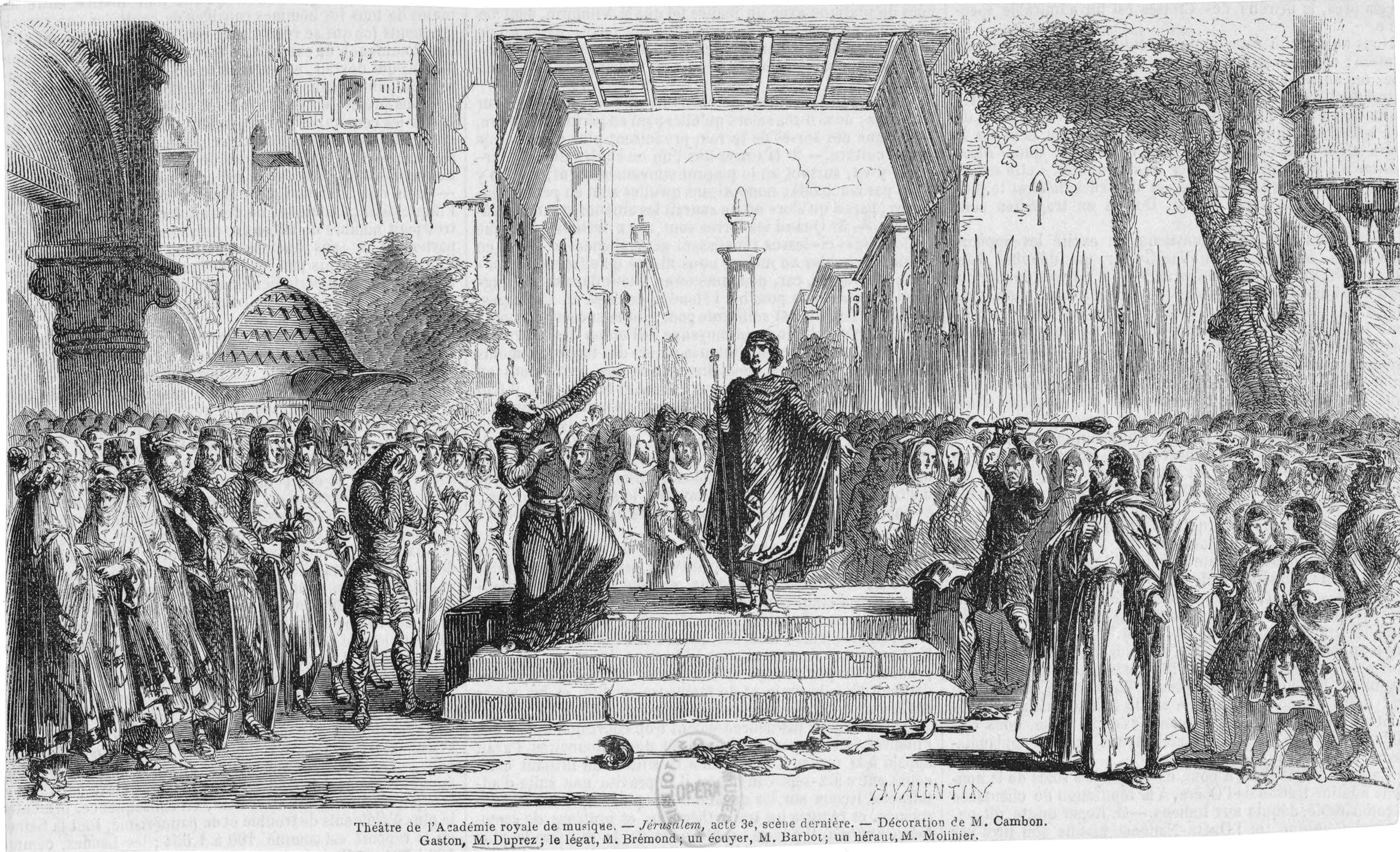
Illustration de l'acte 3, scène 2 (1847) après la première à Paris.

La trame est complètement différente de celle des Lombardi dont elle est le remaniement. Il s'agit d'un drame historique situé à Toulouse en 1095, après le concile de Clermont, puis en Palestine, quatre ans plus tard.

### Acte I
Raymond IV de Toulouse veut marier sa fille Hélène à Gaston de Béarn pour s’allier plus sûrement au clan des Béarnais. Cette décision comble les vœux des deux jeunes gens qui s’aiment secrètement. Malheureusement, le frère de Raymond, Roger, aime aussi Hélène, sa propre nièce. Fou de jalousie, il décide de supprimer son rival, mais son homme de main tue par erreur son frère, Raymond. Celui qu’il avait chargé d’accomplir le meurtre, accuse faussement Gaston, contraint de s’exiler.

### Acte II
Roger, accablé par le remords et ne sachant pas que son frère Raymond a survécu, choisit de s’exiler en rejoignant la Terre sainte. Il vient au secours des Croisés. Hélène accompagnée de sa camériste Isaure, arrive dans l’espoir de retrouver Gaston qu’on dit mort en Palestine. Il est prisonnier à Ramla, dans le palais de l’émir où Hélène tente de le rejoindre, déguisée. Elle est faite prisonnière à son tour.

### Acte III
Les troupes chrétiennes menées par Raymond qui n’est pas mort approchent. L’émir menace de tuer Hélène. Raymond remporte la victoire et retrouve avec rage Gaston qu’il croit être coupable de meurtre. Malgré ses dénégations, le jeune homme est convaincu de félonie et condamné à mort.

### Acte IV
Dans la vallée de Josaphat, Roger s’apprête à combattre pour délivrer Jérusalem. Il est saisi d’un terrible pressentiment. Gaston combat sous un déguisement. Roger est mortellement blessé. Il avoue son crime passé et innocente Gaston qui recouvre son honneur. Les deux amants sont enfin réunis, tandis que s’élève le chant des Croisés victorieux.

## Orchestration
Première pièce intégrant le Saxhorn Basse d'Adolphe Sax (ou tuba Français) dans un orchestre symphonique.

### Sources et bibliographie
- Jérusalem sur Opéra online
- Istituto di studi verdiani
- Marie-Aude Roux, Jérusalem dans Guide des opéras de Verdi, Jean Cabourg, directeur de la publication Fayard, collection Les indispensables de la musique, Paris, 1990, p. 105-111  (ISBN 2-213-02409-X)
- Patrick Favre-Tissot-Bonvoisin, Giuseppe Verdi, Bleu Nuit Éditeur, Paris, 2013.  (ISBN 978-2-35884-022-4)
- Piotr Kaminski, Jérusalem dans Mille et un opéras, Fayard, collection Les indispensables de la musique, Paris, 2004, p. 1586-1588  (ISBN 978-2-213-60017-8)